# Jo enklere jo bedre
Jo enklere jo bedre er en dansk dokumentarfilm fra 1952, der er instrueret af Søren Melson efter manuskript af Ove Sevel.

## Handling
Denne artikel mangler et handlingsreferat. Hjælp os med at skrive det.